# Джейсон Лезак
Джейсон Лезак  (англ. Jason Lezak, 12 листопада 1975) — американський плавець, олімпійський чемпіон.

## Виступи на Олімпіадах
| Олімпіада   | Дисципліна                            | Місце |
| ----------- | ------------------------------------- | ----- |
| Сідней 2000 | естафета 4 × 100 вільним стилем       | 2     |
| Сідней 2000 | комплексна естафета 4 × 100           | 1     |
| Афіни 2004  | плавання на 50 метрів вільним стилем  | 5     |
| Афіни 2004  | плавання на 100 метрів вільним стилем | 21    |
| Афіни 2004  | естафета 4 × 100 вільним стилем       | 3     |
| Афіни 2004  | комплексна естафета 4 × 100           | 1     |
| Пекін 2008  | плавання на 100 метрів вільним стилем | 3T    |
| Пекін 2008  | естафета 4 × 100 вільним стилем       | 1     |
| Пекін 2008  | комплексна естафета 4 × 100           | 1     |
| Лондон 2012 | естафета 4 × 100 вільним стилем       | 2     |